# Microstegium
Microstegium là một chi thực vật có hoa trong họ Hòa thảo (Poaceae).

## Loài
Chi Microstegium gồm các loài: